# Kaeng khae
Kaeng khae (tiếng Thái: แกงแค, phát âm [kɛ̄ːŋ kʰɛ̄ː])  là một món cà ri của ẩm thực miền Bắc Thái Lan.
Cà ri được đặt theo tên của loại lá Piper sarmentosum, một trong những thành phần chính của nó, được gọi là khae ở miền bắc Thái Lan.

## Thành phần
Món cà ri này được nấu chủ yếu với các loại rau và rau thơm. Thịt gà, ếch, thịt bò, cá khô hoặc ốc được thêm vào tùy thuộc vào biến thể.
Nguyên liệu của món ăn là P. sarmentosum, thì là, cha-om, và lá Acmella oleracea, lõi khô của hoa Bombax ceiba, hoa Sesbania grandiflora, bầu thường xuân, cà tím, măng, cà dại hoa trắng, ớt tươi, và nấm.
Khua khae là một món cà ri tương tự như kaeng khae, nhưng ít lỏng hơn.